# Hârtiești (gmina)
Hârtiești – gmina w Rumunii, w okręgu Ardżesz. Obejmuje miejscowości Dealu, Hârtiești, Lespezi i Lucieni. W 2011 roku liczyła 2165 mieszkańców.